# Sand-Messeraale
Die Sand-Messeraale oder Röhrenmaul-Messerfische (Rhamphichthyidae, von altgriechisch ράμφος rhámphos, deutsch ‚Schnabel‘ und ἰχθύς ichthýs, deutsch ‚Fisch‘) leben in Süßgewässern in Südamerika. Die Fische sind nachtaktiv und verbringen den Tag vergraben im Sand. Sie betreiben Brutpflege.

## Merkmale
Die Fische haben einen seitlich abgeplatteten, langgestreckten, zum Schwanzende spitz zulaufenden Körper. Vor dem Schwanz haben sie 12 bis 26 Wirbel. Sie werden 15 Zentimeter bis einen Meter lang. Die Afterflosse ist als Hauptantriebsorgan extrem langgestreckt und beginnt noch vor den Brustflossen. Die Rückenflosse, die Bauchflossen, eine Schwanzflosse und der Beckengürtel fehlen. Um sich in ihren trüben Heimatgewässern zu orientieren, verfügen die Tiere über elektrische Organe. Die Schnauze ist röhrenförmig und langgezogen, die Nasenlöcher sitzen nah beieinander, der Unterkiefer ist zahnlos. Ihr Siebbein, ein Knochen des Hirnschädels, ist sehr lang (1/3 der Länge des Hirnschädels) und schmal.

## Gattungen und Arten
- Gymnorhamphichthys Ellis in Eigenmann, 1912

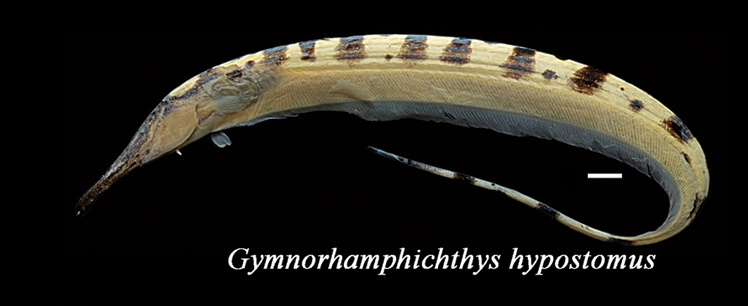
Gymnorhamphichthys hypostomus

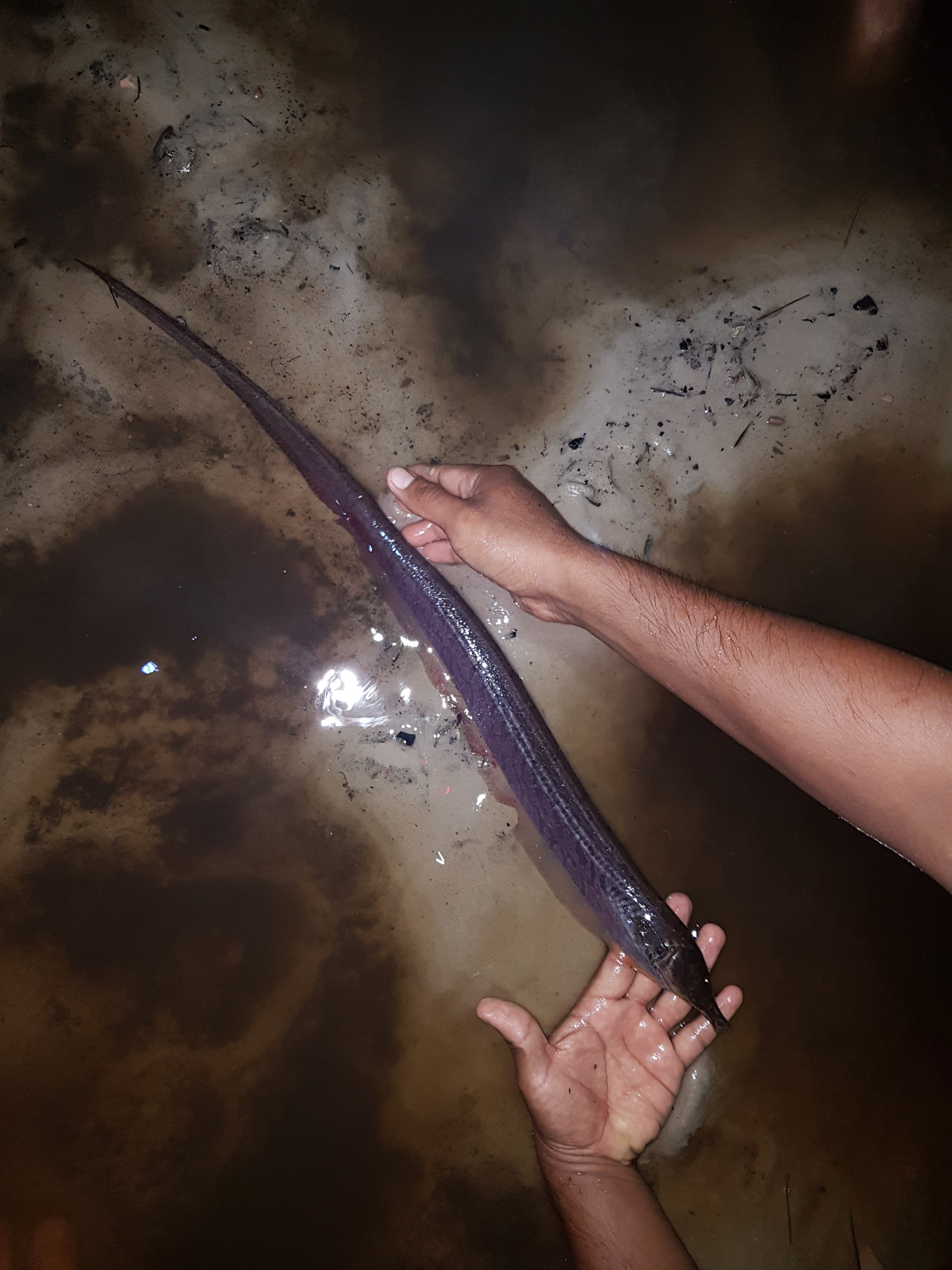
Rhamphichthys rostratus

  - Gymnorhamphichthys bogardusi Lundberg, 2005
  - Gymnorhamphichthys britskii Carvalho, Ramos & Albert, 2011
  - Gymnorhamphichthys hypostomus Ellis in Eigenmann, 1912
  - Gymnorhamphichthys petiti Géry & Vu, 1964
  - Gymnorhamphichthys rondoni (Miranda Ribeiro, 1920)
  - Gymnorhamphichthys rosamariae Schwassmann, 1989
- Iracema Triques, 1996
  - Iracema caiana Triques, 1996
- Rhamphichthys Müller & Troschel, 1849
  - Rhamphichthys apurensis (Fernández-Yépez, 1968)
  - Rhamphichthys atlanticus Triques, 1999
  - Rhamphichthys drepanium Triques, 1999
  - Rhamphichthys hahni (Meinken, 1937)
  - Rhamphichthys heleios Carvalho & Albert, 2015
  - Rhamphichthys lineatus Castelnau, 1855
  - Rhamphichthys longior Triques, 1999
  - Rhamphichthys marmoratus Castelnau, 1855
  - Rhamphichthys rostratus (Linnaeus, 1766)